# Валброна
Валброна (итал. Valbrona) је насеље у Италији у округу Комо, региону Ломбардија.
Према процени из 2011. у насељу је живело 2451 становника. Насеље се налази на надморској висини од 485 м.

## Становништво
| 1931. | 1936. | 1951. | 1961. | 1971. | 1981. | 1991. | 2001. | 2011. |
| ----- | ----- | ----- | ----- | ----- | ----- | ----- | ----- | ----- |
| 1.803 | 1.787 | 1.897 | 1.944 | 2.071 | 2.054 | 2.161 | 2.451 | 2.656 |